# Ca Clols (Valls)
Ca Clols és una obra de Valls (Alt Camp) protegida com a Bé Cultural d'Interès Local.

## Descripció
Baixos ocupats per l'entitat financera que dona nom a la fitxa. L'element més important de la façana és la tribuna del primer pis que consta de nou finestres, set de centrals i de dues en cadascun dels laterals. Finestres que tenen un amplit corb recolzat en sis petis balustres.
Tot el conjunt es pot catalogar com a neoclàssic, ja que la tribuna queda rematada per una cornisa ampla, que té vuit impostes, igual nombre que les calces existents al damunt de l'esmentada cornisa.
A la segona planta, hi ha tres balcons, i, a la tercera, tres finestres tot plegat emmotllurat. A la quarta planta, tenim un cos central format per uns grans finestrals que estan emmarcats per unes coumnes i per unes enormes copes.
Hi ha una cornisa de força volada que té una serie d'impostes.
Aquest edifici pertany a l'estil monumentalista, nascut després de la guerra civil espanyola i que correspon a la coneguda i denominada arquitectura de la Segona República.